# Selecționata de fotbal a Insulei Wight
Selecționata de fotbal a Insulei Wight reprezintă Insula Wight, un comitat ceremonial al Angliei. Este controlată de Asociația de Fotbal din Insula Wight. Nu este afiliată nici la FIFA și nici la UEFA. A câștigat în 1995 Jocurile Islandei.

## Insula Wight la Jocurile Islandei
| An    | Rundă               | Loc | M  | V  | E | Î  | GM | GP |
| ----- | ------------------- | --- | -- | -- | - | -- | -- | -- |
| 1991  | meci pentru locul 7 | 7   | 4  | 1  | 1 | 2  | 3  | 10 |
| 1993  | meci pentru locul 5 | 5   | 4  | 2  | 1 | 1  | 4  | 3  |
| 1995  | Campioni            | 1   | 5  | 4  | 0 | 1  | 7  | 3  |
| 1997  | meci pentru locul 3 | 3   | 4  | 2  | 2 | 0  | 7  | 2  |
| 1999  | meci pentru locul 3 | 3   | 5  | 4  | 0 | 1  | 22 | 8  |
| 2001  | meci pentru locul 3 | 4   | 4  | 1  | 1 | 2  | 6  | 6  |
| 2003  | meci pentru locul 3 | 4   | 5  | 2  | 0 | 3  | 24 | 9  |
| 2009  | meci pentru locul 9 | 10  | 4  | 1  | 0 | 3  | 6  | 10 |
| Total | 8/11                |     | 35 | 17 | 5 | 13 | 79 | 49 |

## Selected Internationals opponents
| Adversari      | Meciuri | Victorii | Egaluri | Înfrângeri | GM | GP |
| -------------- | ------- | -------- | ------- | ---------- | -- | -- |
| Insulele Åland | 3       | 1        | 0       | 2          | 5  | 3  |
| Frøya          | 1       | 1        | 0       | 0          | 6  | 2  |
| Gibraltar      | 4       | 2        | 0       | 2          | 3  | 6  |
| Groenlanda     | 5       | 3        | 1       | 1          | 13 | 6  |
| Guernsey       | 5       | 1        | 2       | 2          | 8  | 9  |
| Hitra          | 1       | 1        | 0       | 0          | 4  | 0  |
| Insula Man     | 2       | 1        | 0       | 1          | 2  | 5  |
| Jersey         | 5       | 1        | 0       | 4          | 3  | 10 |
| Rodos          | 2       | 1        | 0       | 1          | 4  | 3  |
| Saaremaa       | 2       | 1        | 0       | 1          | 11 | 2  |
| Sark           | 1       | 1        | 0       | 0          | 20 | 0  |
| Shetland       | 2       | 1        | 1       | 0          | 2  | 0  |
| Anglesey       | 4       | 0        | 2       | 2          | 3  | 9  |

## Lot[1]
- ({) Simon Moore (Brentford)
- Aiden Bryant (Cowes Sports)
- James Butt (Cowes Sports)
- Chris Elliott (Newport (IoW))
- Matthew Evans
- Oliver Fleming (Brading Town)
- David Greening (Brading Town)
- Sam Hart (Newport (IoW))
- Craig Insley (Cowes Sports)
- Michael McEnery (Winchester City)
- Luke Woodgate
- Gareth Bricknell (Wick)
- Alek. Pezespolewski (Cowes Sports)
- Darren Powell (Newport (IoW))
- Joe Raynor (Cowes Sports)
- Aidan Sainsbury
- Myles Taylor (Cowes Sports)
- Tom Scovell (Newport (IoW))
- Charles Smeeton (Newport (IoW))